# Hennediella antarctica
Hennediella antarctica là một loài Rêu trong họ Pottiaceae. Loài này được (Ångström) Ochyra & Matteri mô tả khoa học đầu tiên năm 1996.